# Воронцова, Елена Ивановна
Еле́на Ива́новна Воронцо́ва (1913—2007) — советский учёный-гигиенист, доктор медицинских наук (1960), профессор (1964), член-корреспондент АМН СССР (1971). Лауреат Государственной премии СССР (1972).

## Биография
Родилась 3 июня 1913 года в Москве.
В 1937 году окончила санитарно-гигиенический факультет Первого Московского медицинского института. В 1940 году — аспирантуру при НИИ гигиены труда и профзаболеваний АМН СССР. С 1941 по 1948 годы заведовала токсикологической лабораторией Узбекского санитарного института, одновременно руководила санитарным надзором за промышленными, пищевыми и школьными объектами Узбекистана.
С 1948 года работает в НИИ гигиены труда и профзаболеваний АМН СССР, с 1961 по 1971 годы — заместитель директора института по научной части, а с 1971 по 1977 годы — руководитель Лаборатории промышленных аэрозолей. С 1977 по 1979 годы — руководитель Лаборатории гигиены труда в угольной и горнорудной промышленности. С 1979 по 1992 годы — старший научный сотрудник-консультант Лаборатории промышленных аэрозолей.
Профессор Е. И. Воронцова — автор более 130 научных работ, посвященных гигиене труда и профпатологии на предприятиях цветной металлургии, машиностроительной, судостроительной и горнорудной промышленности. Е. И. Воронцова вела научные исследования по изучению патогенного воздействия на организм аэрозолей, разработке мер борьбы с силикозом, сравнительной оценке методик определения запыленности воздуха. Значительный вклад Е. И. Воронцовой был внесён в разработку вопросов гигиены труда при сварочных работах. По актуальным вопросам гигиены труда и профпатологии E. И. Воронцова неоднократно выступала с научными докладами в социалистических странах, а также в Японии, США и Италии.
Умерла в 2007 году в Москве. Похоронена на Химкинском кладбище, рядом с матерью.

## Награды
- Орден Знак Почёта
- Государственной премии СССР (1972)